# 당트르카스토 제도

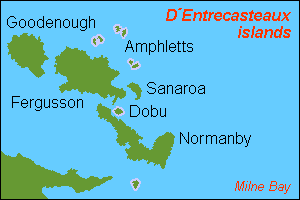
당트르카스토 제도

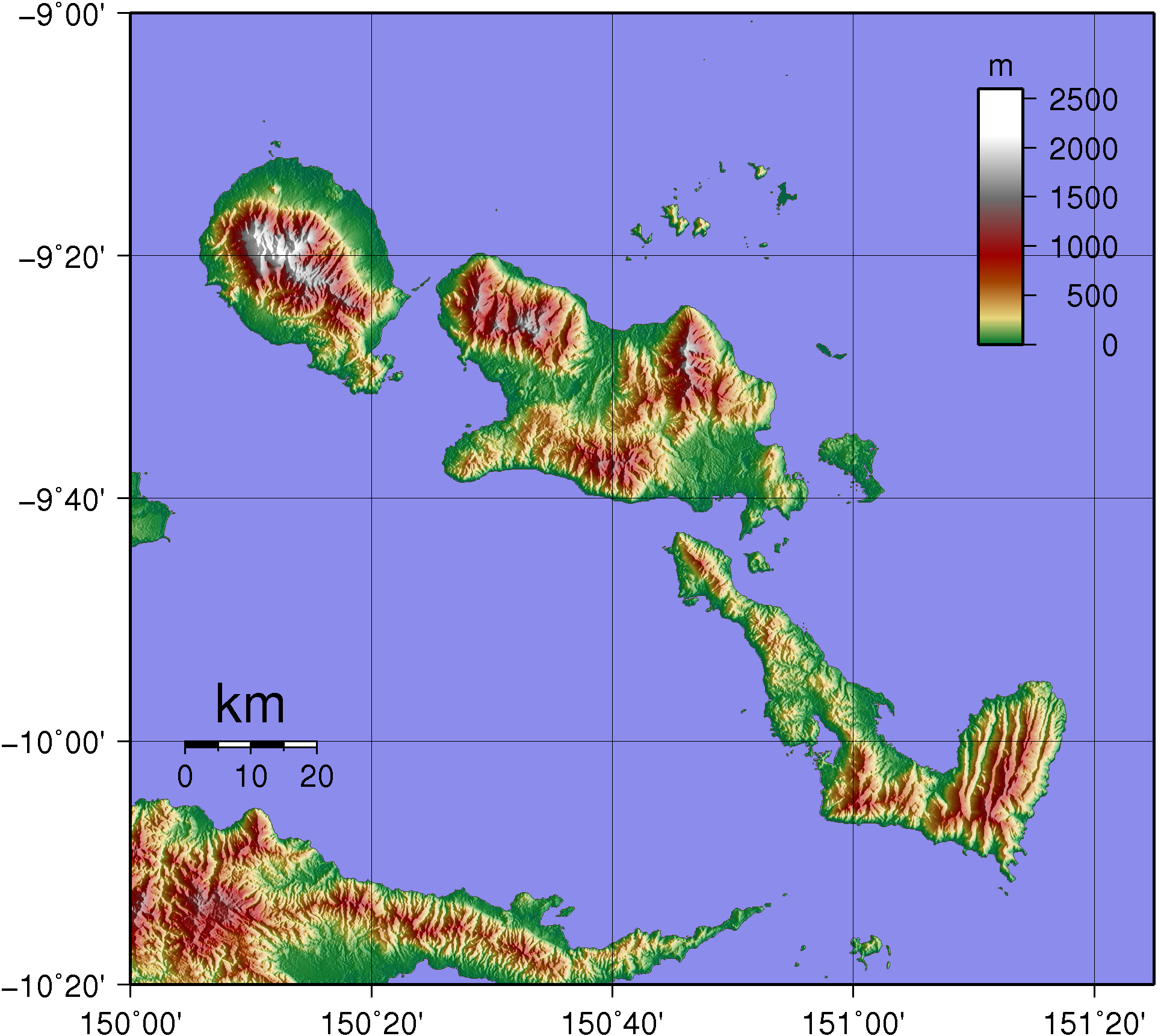
당트르카스토 제도 지형도

당트르카스토 제도(D'Entrecasteaux Islands)은 파푸아뉴기니 동부와 솔로몬해에 위치한 섬으로 행정 구역상으로는 밀른베이 주에 속하며 화산 활동으로 인해 형성된 섬이다. 육지 총면적은 3,100km2, 거리는 160km이며 최고점은 해발 2,566m(비네워 산)이다.
1792년 프랑스의 탐험가 라 페루즈 장프랑수아 드 갈로가 에스페랑스 호를 타고 오세아니아 탐험에 나서던 도중에 발견했으며 섬 이름은 프랑스의 탐험가 브뤼니 당트르카스토에서 유래된 이름이다. 1873년 존 모르즈비 대령이 이 곳에서 해도(항해용 지도)를 작성했으며 제2차 세계 대전 중이던 1942년에는 일본이 이 곳을 점령하기도 했다.